# Bahram Baghirzadé
Bahram Bagirzade est un artiste, animateur de télévision, acteur, comédien et réalisateur, membre de l'équipe KVN "Les gars de Jalilabad".

## Biographie
Bahram Baghirzadé est né le 4 septembre 1972 à Bakou, en Azerbaïdjan. En 1994, il est diplômé de l'Université d'État d'Azerbaïdjan avec un diplôme en cinéma. Il a travaillé trois ans dans un hôpital psychologique. De 1992 à 2001, il a été membre de l'équipe "Les gars de Bakou" de l'émission de télévision russe KVN.
Bahram Baghirzadé est membre de l'Union des cinéastes d'Azerbaïdjan, ainsi que de l'Association des dessinateurs d'Azerbaïdjan. Il est l'artiste honoré d'Azerbaïdjan (2015). 
Il est marié, a deux enfants et réside actuellement à Bakou, en Azerbaïdjan. Bagirzade est un grand fan de Neftchi Bakou.
En 2021, il a reçu la médaille de Taraggui.